# كانج جي هوان
كانج جي هوان (اسمه الحقيقي جو تاي-جيو ولد في 20 مارس 1977) ممثل من كوريا الجنوبية. بدأ مشواره الفني بالتمثيل في المسرح الغنائي، ومنذ ذلك الحين ظهر في المسلسلات الكورية مثل فضيحة العاصمة (2007) وهونج جيل دونج (2008) ومسلسل إحساس رائع أن تموت (2018). كما عمل في العديد من الأفلام أشهرها فيلم My Girlfriend Is an Agent في عام 2009. 

## مشواره الفني
ظهر جو تاي-جيو في البداية في المسرح الغنائي عام 2001 في المسرحيات الكورية The Rocky Horror Show ومسرحية Grease . من عام 2003 إلى عام 2004 استخدم اسمه الفني كانج جي هوان، فبدأ يظهر في أدوار صغيرة في التليفزيون، حيث تضمنت مسلسلات مثل Summer Scent و Save the Last Dance for Me 
حقق جي هوان الشهرة في عام 2005 حيث ظهر في مسلسل  كوني قوية يا جوم سون، حيث كان أول دور رئيسي يلعبه على الشاشة حيث قدم دور طبيب يقع في حب مصففة شعر. زاد هذا المسلسل من شعبيته خاصة في اليابان وفي الصين وتايوان. ظهر في أول أفلامه Host and Guest الذي عرض في مهرجانات السينما الدولية.
واصل جي هوان التمثيل في التليفزيون لكن مسلسله الألعاب النارية (2006)، الذي يدور حول رجل وامرأة يعملان في شركة لمستحضرات التجميل يخططان للانتقام من أحبائهما السابقين ومسلسل 90 يوم، للحب عن رجل متزوج مصاب بمرض الموت يحب ابنة عمه حصلا على نسبة مشاهدة منخفضة لدى المشاهدين. في عام 2007، شارك جي هوان في مسلسل فضيحة العاصمة وهو مسلسل تاريخي مقتبس عن رواية كتبها لي سونمي عن كوريا في ظل الاحتلال الياباني. أداؤه كفتى مستهتر يتحول لمقاتل من أجل نيل الاستقلال حصل على استحسان النقاد.
في عام 2008 شهد جي هوان المزيد من النجاح حيث ظهر في مسلسل جونج جيل دونج. في نفس العام شارك في فيلم بميزانية منخفضة بعنوان Rough Cut من إخراج جانج هون عن رجل عصابات يريد أن يصبح ممثل ويتصرف مثل البلطجي. نال كانج جي هوان وسو جي سوب الاستحسان لأدائهما ونالا العديد من الجوائز كأفضل ممثل.
في عام 2009 ظهر جي هوان في فيلم صديقتي عميلة سرية مع الممثلة كم ها نل وهو فيلم أكشن، حيث يلعب هو وصديقته دور عاشقين سابقين وجاسوسين يحاولان إخفاء مهنتهما عن بعضهما البعض. أصبح هذا الفيلم الرابع من حيث تحقيق أعلى الإيرادات في السينما الكورية وباع أكثر من 4 ملايين تذكرة. لاحقا لعب دور مهندس يعاني من مشكلة في النظر تجعله يرى البطلة العادية جميلة في فيلم "العلاقة بين الوجه والذهن والحب"، حيث عرض لفترة قصيرة في السينما.
في عام 2010، مثل كانج في مسلسل كوميدي بعنوان المقهى حيث لعب دور روائي غرب الأطوار يعلق في مثلث الحب بين ناشرته ومساعدته.
تلا ذلك عودته للمسرح الموسيقي في عمل Cafe In حيث لعب دور ساقي خمر يقع في حب عاملة في مقهى. أنتج جي هوان المسرحية النسخة الكورية والنسخة اليابانية، كما مثل في النسخة اليابانية أيضا، حيث أصبح أول ممثل كوري يمثل على مسرح طوكيو.
لاحقا مثل جي هوان في مسلسل اكذب علي في عام 2011 أمام الممثلة ين أون هي، حيث لعبا دور صاحب فندق وموظفة يمثلان الزواج الزائف بعد أن نشرت كذبة بيضاء انتشرت بسرعة خلال قنوات النميمة.
في عام 2012 مثل فيلم كوميدي بعنوان الشرطي الهارب مع النجمة سونج يوري (التي شاركته في فيلم هونج جيل دونج والمخرج شين تاي را (الذي أخرج له فيلم صديقتي عميلة سرية). في أثناء التصوير زاد وزن جي هوان 12 كيلو، لأداء دور المحقق البدين الذي يخسر 15 كيلو جرام ليحل القضية.
في عام 2013 لعب كانج دور وكيل ادعاء في مسلسل تجسيد المال يعلق في مشكلة مع أحد المرابين. ثم في عام 2014، لعب دور رجل يتيم خدعه أحد أبناء الأثرياء ليتبرع له بقلبه حيث أقنعه بأنه أخوه الذي فقده.
في عام 2015 شارك كانج في فيلم العصابات الرومانسي فندق الحسرة الذي تم تصويره في لاس فيجاس ولوس أنجلوس وصدر في عام 2015. وفي نفس العام شارك في الفيلم الكوري الصيني المشترك A-lister Fall from the Sky.
في عام 2016 عاد للتمثيل مع سونج يوري في مسلسل الوحش. وهو عمل يدور عن فكرة الانتقام.
في عام 2018 ظهر جي هوان في مسلسل Children of a Lesser God حيث لعب دور المحقق العبقري وفي نفس العام لعب دور مدير قسم التسويق في إحدى الشركات في مسلسل إحساس جيد أن تموت.

## الجوائز
- في عام 2005 نال كانج جي هوان جائزة إم بي سي للدراما عن دوره في مسلسل كوني قوية يا جوم سون كأفضل ممثل
- في عام 2007 نال جائزة دراما كي بي إس كأفضل ممثل في مسلسل قصير عن دوره في مسلسل فضيحة العاصمة
- في عام 2008 نال جائزة أفلام التنين الأزرق كأفضل ممثل جديد عن فيلم Rough Cut وجائزة بايكسانغ للفنون عن نفس الفيلم.

- في عام 2009 نال جائزة الناقوس الكبرى عن فيلم صديقتي عميلة سرية.[1]

## روابط خارجية
- كانج جي هوان على موقع IMDb (الإنجليزية)
- كانج جي هوان على موقع أول موفي (الإنجليزية)
- كانج جي هوان على موقع قاعدة بيانات الفيلم (الإنجليزية)

- Kang Ji-hwan Fan Cafe at Daum (بالكورية)
- Kang Ji-hwan Japanese Fan Club (باليابانية)
- Kang Ji-hwan على قاعدة بيانات الأفلام الكورية
- Kang Ji-hwan في قاعدة بيانات الأفلام على الإنترنت